# جوشوا سميث (كرة سلة)
جوشوا سميث (بالإنجليزية: Joshua Smith)‏ مواليد 14 مايو 1992 في سياتل، هو لاعب كرة سلة أمريكي. بدأ مسيرته الاحترافية في سنة 2015. يلعب مع تي إن تي كاتروبا في الرابطة الفلبينية لكرة السلة كلاعب وسط. يحمل الرقم 34. يبلغ طوله 6 قدم 10 بوصة (2.1 م).

## روابط خارجية
- جوشوا سميث على موقع دوري كرة السلة الياباني للمحترفين (اليابانية)
- جوشوا سميث على موقع سبورتس رفرنس (الإنجليزية)
- جوشوا سميث على موقع كرة السلة الأوروبية.كوم (الإنجليزية)
- جوشوا سميث على موقع كلية كرة السلة في سبورتس رفرنس.كوم (الإنجليزية)
- جوشوا سميث على موقع ريلجم (الإنجليزية)
- جوشوا سميث على موقع بروبوليرز (الإنجليزية)
- جوشوا سميث على موقع سبورتس رفرنس (الإنجليزية)